# Каменюцька сільська рада
52°33′54″ пн. ш. 23°49′21″ сх. д. / 52.565082° пн. ш. 23.822479° сх. д.
Каменю́цька сільська́ ра́да (біл. Камяню́цкі сельсавет) — адміністративно-територіальна одиниця у складі Кам'янецького району, Берестейської області Білорусі. Адміністративний центр сільської ради — агрогомістечко Каменюки.

## Географія
Каменюцька сільська рада розташована на крайньому південному заході Білорусі, на заході Берестейської області, на північ від обласного та районного центрів. На півночі вона межує із Підляським воєводством (Польща), на північному сході та сході  — із Пружанським районом та Біловезькою пущею (Берестейська область), на південному сході — із Річицькою та Новицьковицькою, на півдні — із Дмитровицькою, а на південному заході — із Верховицькою сільськими радами (всі Кам'янецький район).
Великих озер на території Каменюцької сільської ради немає. Найбільша річка Лісна Права (63 км), права твірна річки Лісної, протікає із північного заходу на південний схід. Долина річки в південно-східній частині сільради, покрита сіткою меліоративних каналів.
Найвища точка сільської ради гора Грабовська, становить 192,1 м над рівнем моря і розташована за 5 км на північний схід від околиці села Каменюки.
Територією сільради із півдня на північ проходить республіканська автомобільна дорога Р83, за маршрутом: Берестя — Каменюки.

## Історія
Сільська рада була утворена 14 квітня 1964 року у складі Кам'янецького району Брестської області (БРСР).

## Склад
До складу Каменюцької сільської ради входить 17 населених пунктів, із них 1 агромістечко та 16 сіл.
| Населений пункт       | Статус         | Населення, осіб (2009) | Координати                                                            |
| --------------------- | -------------- | ---------------------- | --------------------------------------------------------------------- |
| Каменюки              | агрогомістечко | 1119                   | 52°33′22″ пн. ш. 23°48′19″ сх. д. / 52.55611° пн. ш. 23.80528° сх. д. |
| Біла                  | село           | 48                     | 52°34′47″ пн. ш. 23°43′35″ сх. д. / 52.57972° пн. ш. 23.72639° сх. д. |
| Віли                  | село           | 6                      | 52°34′48″ пн. ш. 23°45′1″ сх. д. / 52.58000° пн. ш. 23.75028° сх. д.  |
| Гвоздь 1              | село           | 2                      | 52°31′47″ пн. ш. 23°52′49″ сх. д. / 52.52972° пн. ш. 23.88028° сх. д. |
| Гвоздь 2              | село           | 4                      | 52°32′2″ пн. ш. 23°53′26″ сх. д. / 52.53389° пн. ш. 23.89056° сх. д.  |
| Глибокий Вугол        | село           | 1                      | 52°30′24″ пн. ш. 23°55′6″ сх. д. / 52.50667° пн. ш. 23.91833° сх. д.  |
| Горошковка 1          | село           | 13                     | 52°33′23″ пн. ш. 23°42′19″ сх. д. / 52.55639° пн. ш. 23.70528° сх. д. |
| Горошковка 2          | село           | 14                     | 52°33′35″ пн. ш. 23°41′26″ сх. д. / 52.55972° пн. ш. 23.69056° сх. д. |
| Єловий Груд           | село           |                        | 52°29′58″ пн. ш. 23°55′25″ сх. д. / 52.49944° пн. ш. 23.92361° сх. д. |
| Зановіни              | село           | 18                     | 52°34′15″ пн. ш. 23°37′41″ сх. д. / 52.57083° пн. ш. 23.62806° сх. д. |
| Ляцькі                | село           | 35                     | 52°36′43″ пн. ш. 23°51′33″ сх. д. / 52.61194° пн. ш. 23.85917° сх. д. |
| Мшанки                | село           | 5                      | 52°33′11″ пн. ш. 23°41′8″ сх. д. / 52.55306° пн. ш. 23.68556° сх. д.  |
| Пастухове Болото      | село           | 2                      | 52°35′9″ пн. ш. 23°36′29″ сх. д. / 52.58583° пн. ш. 23.60806° сх. д.  |
| Пашутська Буда        | село           | 23                     | 52°31′58″ пн. ш. 23°52′11″ сх. д. / 52.53278° пн. ш. 23.86972° сх. д. |
| Підбельські Городники | село           | 8                      | 52°31′39″ пн. ш. 23°54′11″ сх. д. / 52.52750° пн. ш. 23.90306° сх. д. |
| Селище Велике         | село           | 34                     | 52°33′59″ пн. ш. 23°46′19″ сх. д. / 52.56639° пн. ш. 23.77194° сх. д. |
| Селище Мале           | село           | 14                     | 52°34′5″ пн. ш. 23°45′23″ сх. д. / 52.56806° пн. ш. 23.75639° сх. д.  |

## Населення
За переписом населення Білорусі 2009 року чисельність населення сільської ради становила 1346 осіб.

### Національність
Розподіл населення за рідною національністю за даними перепису 2009 року:
| Національність            | Осіб | Відсоток |
| ------------------------- | ---- | -------- |
| білоруси                  | 1207 | 89,67 %  |
| росіяни                   | 95   | 7,06 %   |
| українці                  | 23   | 1,71 %   |
| поляки                    | 12   | 0,89 %   |
| національність не вказана | 3    | 0,22 %   |
| литовці                   | 2    | 0,15 %   |
| євреї                     | 1    | 0,07 %   |
| цигани                    | 1    | 0,07 %   |
| німці                     | 1    | 0,07 %   |
| мордва                    | 1    | 0,07 %   |
| Разом                     | 1346 | 100 %    |